# Triphosa aequivalens
Triphosa aequivalens är en fjärilsart som beskrevs av Louis Beethoven Prout. Triphosa aequivalens ingår i släktet Triphosa och familjen mätare. Inga underarter finns listade i Catalogue of Life.